# البليدة (إقليم زاكورة)
 ابليدة (بالإنجليزية: BLEIDA)‏ هي جماعة قروية تابعة لإقليم زاكورة ضمن جهة درعة تافيلالت بالمغرب.  بلغ مجموع عدد سكان  ابليدة حسب إحصاءات 2004  حوالي  4640  نسمة  يعيشون في 483 أسرة.

## إحصاء عام
| السنة | عدد السكان | عدد الأسر | عدد الأجانب |
| ----- | ---------- | --------- | ----------- |
| 1994  | 5256       | 645       | °°°°        |
| 2004  | 4640       | 483       | 0           |